# Xã Blue Butte, Quận McKenzie, Bắc Dakota
Xã Blue Butte (tiếng Anh: Blue Butte Township) là một xã thuộc quận McKenzie, tiểu bang Bắc Dakota, Hoa Kỳ. Năm 2010, dân số của xã này là 79 người.